# 크리스티나 람페엔네루드
마리아 크리스티나 람페엔네루드(스웨덴어: Christina Lampe-Önnerud, 1967년 2월 4일 ~ )는 스웨덴의 무기 화학자, 배터리 제조업체 및 사업가이다. 그는 Boston-Power Inc. (2005-2012) 및 Cadenza Innovation (초기 Cloteam, 2012) 회사를 설립했으며, 컴퓨터에 사용되는 배터리, 전기 자동차, 그리드 스토리지를 개발하고 있다. 2010년 세계 경제 포럼의 Technology Pioneer Award를 비롯하여 수많은 상을 수상했으며 왕립 스웨덴 한림원 회원으로 선출되었다. 또한 오페라 가수, 재즈 댄스, 첼리스트, 합창 감독, 어머니 등으로서의 많은 재능을 가지고 있다.